# Peñascosa
Peñascosa és un municipi de la província d'Albacete (Castella-La Manxa, Espanya) que està situat a la Serra d'Alcaraz, a 85 km de la capital de la província. En 2005 té 374 habitants, segons dades de l'INE 186 dones i 188 homes (383 habitants en 2006, 435 a 12 de gener de 2008 segons dades proporcionades per l'Ajuntament). Limita amb els municipis de Robledo, Masegoso, Casas de Lázaro, Alcadozo, Bogarra, Ayna, Paterna del Madera i Alcaraz.
Comprèn les pedanies d'Arteaga de Arriba, Burrueco, Cerroblanco, Fuenlabrada, Pesebre i Zorío. La localitat compta amb diversos parcs eòlics, en funcionament des de 2007. Peñascosa forma part del partit judicial d'Alcaraz i pertany a la comarca Sierra de Alcaraz y Campo de Montiel. L'alcalde des de 2003 és Francisco Ramón García Martínez (PSOE).

## Geografia i medi natural
El clima mediterrani continentalitzat típic de la Meseta. Les temperatures són baixes en hivern, són freqüents les gelades nocturnes i les neus. L'estiu és molt sec.
La major part dels arbres del terme municipal són pins, alzines i roures. Hi ha exemplars d'avets i oms. Hi ha diversos arbres singulars al terme municipal de Peñascosa. Un dels més destacats és el Pino del Roble (Pi del Roure), estranya simbiosi entre un roure i un pi que naix del seu tronc. Aquest arbre forma part de l'escut de la localitat. Es troba a uns 5 km de Peñascosa, junt a la pista que condueix als campaments del Mal Paso i de la Fuente de la Peña. Altres arbres singulars que no heu de deixar de visitar són el Pino de la canyada del Rancho, el Roble Gordo de Caballería, la Carrasca de la Centella, el Pino Tirachinas, el Pino Patón, el Pino Calixto i el Pino de la Cucaña. Hi ha també diversos exemplars d'espècies protegides com grèvols i orquídies, i algunes espècies endèmiques en seriós perill.

## Comunicacions
Peñascosa és al km 40 de la carretera provincial AB-519 (antiga CV-A-1, Balazote - San Pedro - Casas de Lázaro - Masegoso-Peñascosa-Santuari de Cortes-Alcaraz), a 11 km d'Alcaraz. A 1 km en direcció a Masegoso es troba la carretera a Bogarra i Paterna del Madera, localitats a 27 km de Peñascosa i a les pedanies d'Arteaga de Arriba, Fuenlabrada i Burrueco. Una pista asfaltada connecta Peñascosa amb les pedanies de Zorío (a 2,5 km) i Cerroblanco (a 5 km). La pedania de Pesebre es troba a 5 km en direcció a Balazote. Es pot arribar a Peñascosa des de la N-322 seguint la indicació a Peñascosa i al Santuari de Cortes, a 3 km al NE d'Alcaraz. Hi ha un servei d'autobusos que comunica la localitat amb Albacete i Alcaraz una vegada al dia els dies feiners. La localitat també disposa d'una pista d'aviació.

## Serveis
Hi ha un centre mèdic amb un horari molt limitat. El centre mèdic d'Alcaraz i l'hospital d'Albacete cobreixen les urgències mèdiques. El col·legi públic Pino del Roble atén les necessitats educatives de l'Ensenyament Primari (fins a 12 anys). Els alumnes d'Ensenyament Secundari i Batxillerat han de traslladar-se a la veïna localitat d'Alcaraz. Hi ha una piscina amb poliesportiu no cobert, una casa de la cultura amb biblioteca i una plaça de bous. A uns 6 km al sud de Peñascosa, en plena serra, es troba el campament del Mal Paso, i a uns 9 km el de la Fuente de la Peña. Ambdós campaments disposen de refugis, cuines, menjadors, fonts, dutxes i lavabos i gronxadors. A 1 km de Peñascosa es troba el càmping Sierra de Peñascosa, junt al llit del riu Arquillo, amb servei de restaurant i cabanes de fusta. A l'església de Sant Miquel Arcàngel se celebra missa tots els diumenges a migdia.

## Festes
El 15 d'agost se celebren les festes patronals en honor de Nostra Senyora de l'Assumpció, i el 29 de setembre en honor de Sant Miquel Arcàngel. Les entrades i les corregudes a la plaça de bous són el principal al·licient d'aquestes festes. També se celebra la festivitat de Sant Isidre Llaurador el 15 de maig. Hi ha molta devoció a la Mare de Déu de Cortes (Alcaraz), el santuari de la qual es troba a 6 km de Peñascosa. Les romeries en el
seu honor se celebren el 26 d'agost i el 8 de setembre.